# Bernard Joly
Bernard Joly (ur. 26 października 1934 w Troyes, zm. 10 stycznia 2020 w Nicei) – francuski dentysta, polityk, senator.

## Życiorys
Był dentystą chirurgiem i politykiem. Od 1960 był związany z miejscowością Pesmes, w której praktykował jako dentysta chirurg i udzielał się w tutejszym samorządzie dochodząc w 1977 do stanowiska mera. W 1995 reprezentując departament Górna Saona został wybrany na dziewięcioletnią kadencję do Senatu, w którym zasiadał od 24 września 1995 do 30 września 2004. Nie ubiegał się o reelekcję. Zimy spędzał w Nicei.